# Мурти

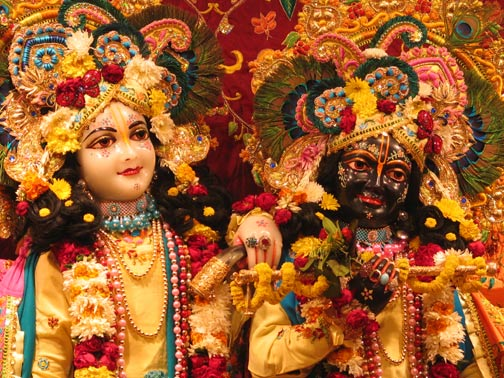
Мурти Баларамы (слева) и Кришны (справа) в кришнаитском Храме Кришны-Баларамы во Вриндаване, Индия

Му́рти (санскр. मूर्ति; IAST: mūrti, букв. «проявление») в индуизме — статуя или изображение определённой формы Бога, дэвы или святого.
Как правило, индуисты считают мурти достойным поклонения после сложного обряда, в ходе которого божество или святого приглашают воплотиться в форме из материальных элементов и начать принимать поклонение. Исключение составляют так называемые «самопроявленные», или «нерукотворные» мурти, в которых Бог проявился сам без человеческого вмешательства и без проведения какого-либо специального ритуала. К такого рода мурти принадлежат сваямбху-лингамы и шилы. Таким образом, далеко не все индуистские изображения являются мурти, например, чисто декоративные скульптуры божеств и святых в храмах и на улицах.
Мурти используется индусами, а также некоторыми махаяна-буддистами как объект религиозного или медитативного сосредоточения. Поклонение (пуджа) мурти рекомендовано и обстоятельно описано в литературе панчаратра.
Мурти обычно представляет одну из форм Бога или одного из дэв, например Вишну, Кришну, Шиву, Ганешу или Кали. Традиционно мурти изготовляется в согласии с предписаниями «Шилпа-шастры» из камня, металла или дерева. Если мурти изготовляется из металла, то часто используется специальный сплав из пяти металлов панчалога. Археологические раскопки показали, что данный способ изготовления мурти начал применяться в Индии по крайней мере 3000 лет назад.
Мурти затем устанавливается брахманами-жрецами в особой церемонии прана-пратиштха, в ходе которой божество приглашают воплотиться в мурти.
Развитие глубоких личностных любовных отношений с Богом в традициях бхакти, как правило, включает поклонение мурти. Однако некоторые индуистские движения, такие как Арья-самадж, отвергают поклонение мурти.
Мурти повсеместно используются в индусской религиозной практике и выступает как ключевой элемент в установлении связи и личностных взаимоотношений с вездесущим и всемогущим Богом, одновременно являясь одним из проявлений его вездесущности. Для редких личностей, способных общаться с божеством напрямую, поклонение мурти не является необходимым аспектом духовной жизни. Большинство индуистов, привлечённые возможностью встречи с Богом в одной из его разнообразных форм, поклоняются мурти как одному из проявлений могущества безграничного Бога, воплотившегося в форме из материальных элементов с целью облегчить поклонение себе. Мурти различных форм Бога и дэв имеют глубокое духовное значение и выступают абстрактными символами божественного принципа. Различные черты и атрибуты мурти являются символами их всецело духовной природы, находящейся за пределами осознания простых смертных. Так, флейта Кришны символизирует внутреннюю красоту, гармонию и ритм вселенной, а также выступает как всепривлекающий зов Бога из духовного мира к обитателям мира материального, находящимся во сне забвения своих вечных взаимоотношений с Ним. Ганга на голове Шивы олицетворяет постоянный поток духовного блаженства, а трезубец (тришул) олицетворяет баланс трёх качеств (гун) материальной природы — саттвы, раджаса и тамаса.
Некоторые объясняют, что присутствие мурти в индуистских храмах обеспечивает мистическую форму общения с Богом. Согласно Шивая Субрамуниясвами:
Это подобно общению с кем-то по телефону. Мы не говорим с телефоном, мы просто используем телефон как средство общения с другим человеком. Без телефона разговаривать с кем-то, находящимся на большом расстоянии, было бы невозможно. Подобным же образом без мурти в храме общаться с Богом было бы очень трудно.